# Hybodontiformes
Die Hybodontiformes sind eine ausgestorbene Gruppe von haiähnlichen Knorpelfischen, die vom Karbon bis zur Kreide lebten. Sie hatten zwei jeweils mit einem starken Stachel versehene Rückenflossen. Die Fische wurden 15 Zentimeter bis mehrere Meter lang. 
Die Hybodontiformes gehören zur Unterklasse der Plattenkiemer (Elasmobranchii) und sind wahrscheinlich die Schwestergruppe der Neoselachii, der modernen Haie und Rochen. Die ersten Hybodontiformes erschienen im unteren Karbon, im Mississippium. Sie überlebten neben den Neoselachii als einzige Plattenkiemer die Massenaussterben am Ende des Perm und während der Trias und verschwanden erst am Ende der Kreide. Die Neoselachii sind damit die einzigen heute noch lebenden Plattenkiemer.

## Gattungen
- Acrodus Agassiz in Alberti, 1834[1]
- Asteracanthus
- Hamiltonichthys
- Hybodus Agassiz in Alberti, 1834[2]
- Lissodus Brough, 1935[3]
- Lonchidion Estes, 1964[4]
- Palaeobates Meyer, 1849[5]
- Polyacrodus Jaekel, 1889[6]
- Protacodus
- Pseudodalatias
- Ptychodus Agassiz, 1835
- Steinbachodus Reif, 1980[7]
- Tribodus